# Giovanni Gravelli
Giovanni Gravelli (ur. 12 marca 1922 w Città Sant’Angelo, zm. 11 grudnia 1981 tamże) – włoski duchowny rzymskokatolicki, arcybiskup, dyplomata papieski.

## Biografia
29 października 1944 przyjął święcenia prezbiteriatu. Przez krótki okres był wikariuszem w swojej rodzinnej diecezji. Następnie przeniósł się do Rzymu, gdzie kontynuował studia. Po ich ukończeniu w 1950 rozpoczął karierę dyplomatyczną. Początkowo pracował w Sekretariacie Stanu. W 1955 został sekretarzem Internuncjatury Apostolskiej w Egipcie. W 1957 przeniesiony został do Nuncjatury Apostolskiej we Francji, której był radcą. Na tym stanowisku został odznaczony Legią Honorową przez prezydenta de Gaulle'a za szczególne zasługi we współpracy między Francją a Państwem Watykańskim.
W latach 1963–1964 był radcą Nuncjatury Apostolskiej w Kolumbii, a następnie do 1967 Nuncjatury Apostolskiej w Salwadorze (akredytowanej również w Gwatemali).
24 grudnia 1967 papież Paweł VI mianował go nuncjuszem apostolskim w Boliwii oraz arcybiskupem tytularnym suaskim. 21 stycznia 1968 przyjął sakrę biskupią z rąk sekretarza stanu kard. Amleto Giovanniego Cicognaniego. Współkonsekratorami byli substytut Sekretariatu Stanu abp Giovanni Benelli oraz biskup Penny i Pescary Antonio Iannucci.
12 lipca 1973 został przeniesiony na urząd nuncjusza apostolskiego na Dominikanie i delegata apostolskiego w Portoryko. Funkcje te sprawował do śmierci. Zmarł 11 grudnia 1981 z powodu problemów kardiologicznych, przebywając na urlopie w swojej rodzinnej miejscowości.